# 26 أغسطس (ميكس تيب)
26 أغسطس (بالإنجليزية: August 26th)‏ هو أول ميكس تيب للرابر الأمريكي بوست مالون. تم إصداره في 12 مايو 2016، بواسطة ريبابليك ريكوردز. يتضمن الميكس تيب ضيوف: لاري جوون، وتو تشينز، و(بالإنجليزية: FKi 1st)‏، وجيرميه، وليل ياتي، وجيدن سميث، وتيو.

## الخلفية
كان العنوان في البداية إشارة إلي تاريخ إصدار ألبومه الإستوديو الأول ستوني (2016)، ومع ذلك في 26 أغسطس 2016 كان قد مر دون إصداره. في 27 أغسطس 2016 أصدر بوست مالون اعتذارا عن تأخير إصدار ألبومه، مشيرا إلي العديد من المشكلات، حيث ألقي باللوم علي كل من نفسه وفريقه لفشلهم في الوصول إلي الألبوم. واختتم الخطاب بوعده بإصدار الألبوم سيتحقق في وقت لاحق من العام. تم إصدار الألبوم في نهاية المطاف في 9 ديسمبر 2016.
تم تضمين المسار المال جعلني أفعل ذلك الذي يضم تو تشينز كمسار إضافي علي الإصدار الفاخر من ستوني.

## قائمة الأغاني
| #   | عنوان                                | المنتجين                                             | المدة |
| --- | ------------------------------------ | ---------------------------------------------------- | ----- |
| 1.  | "لم أفهم" (مع لاري جوون)             | (بالإنجليزية: FKi)‏، وبوست مالون                      | 4:31  |
| 2.  | "المال جعلني أفعل ذلك" (مع تو تشينز) | (بالإنجليزية: FKi)‏، وبوست مالون                      | 3:50  |
| 3.  | "جيت ويت يو"                         | لويس بيل                                             | 2:24  |
| 4.  | "لعنة الله" (مع (بالإنجليزية: FKi)‏)  | (بالإنجليزية: FKi)‏، و(بالإنجليزية: Charlie Handsome)‏ | 3:01  |
| 5.  | "اللعنة" (مع جيرميه)                 | (بالإنجليزية: FKi)‏                                   | 3:34  |
| 6.  | "40 اللعنة"                          | (بالإنجليزية: FKi)‏، و(بالإنجليزية: ILoveMakonnen)‏    | 4:24  |
| 7.  | "مونتي" (مع ليل ياتي)                | (بالإنجليزية: Cashio)‏                                | 3:55  |
| 8.  | ""أحلام هوليود" / إهدأ""             | (بالإنجليزية: FKi)‏، ولويس بيل                        | 5:02  |
| 9.  | "وحيد" (مع جيدن سميث، وتيو)          | (بالإنجليزية: FKi)‏، وبوست مالون                      | 4:15  |
| 10. | "يا إلهي"                            | بوست مالون، ريكس كودو                                | 2:51  |

## وصلات خارجية
- Official download on DatPiff